# Trnovany (Teplice)

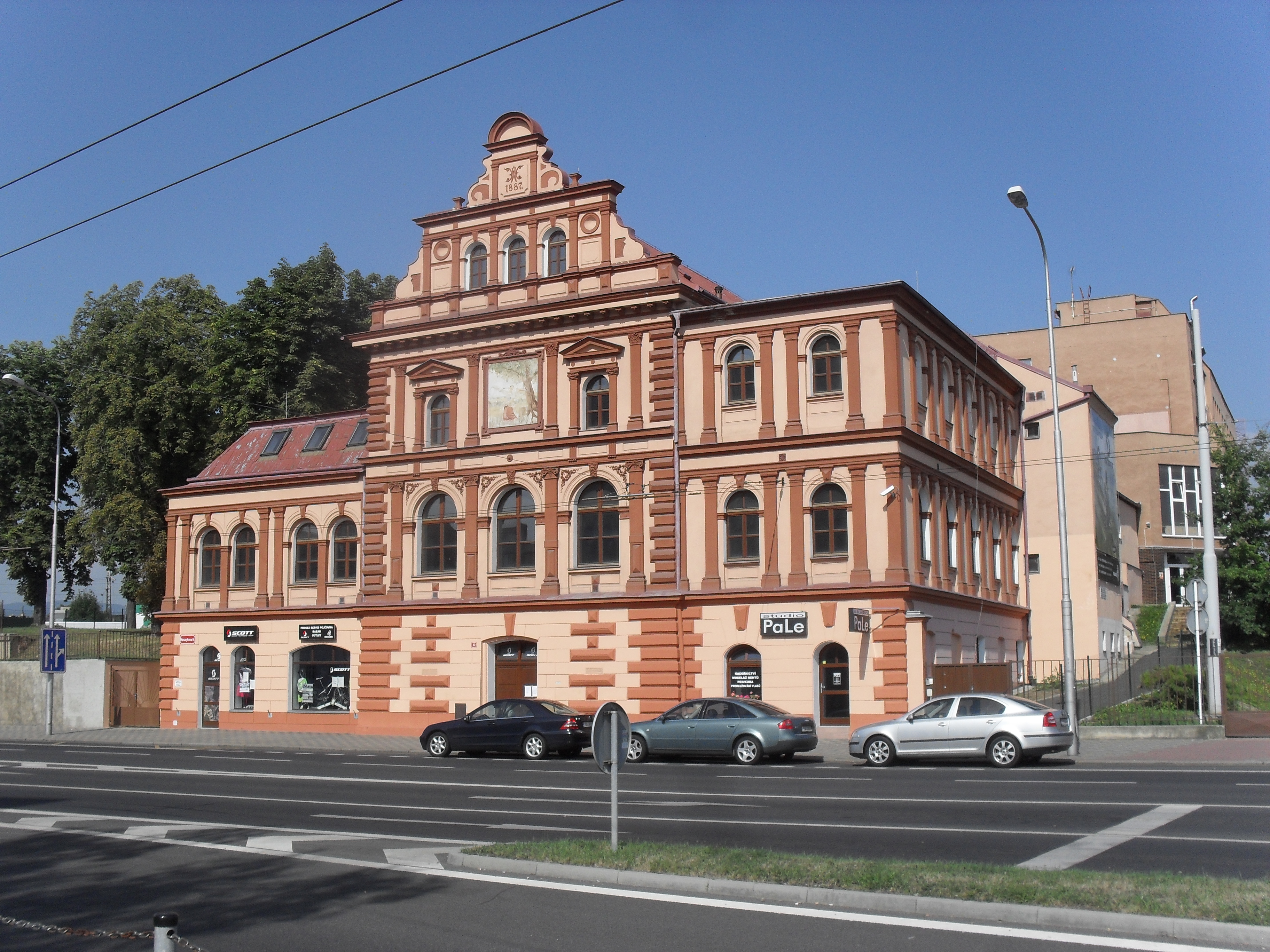
Die sog. „Ritterburg“ in Trnovany

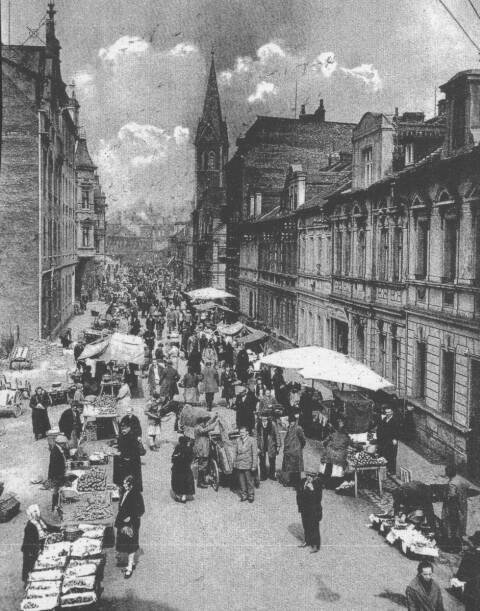
Markt auf der ehemaligen Kaiserstraße in Turn, jetzt Masarykova

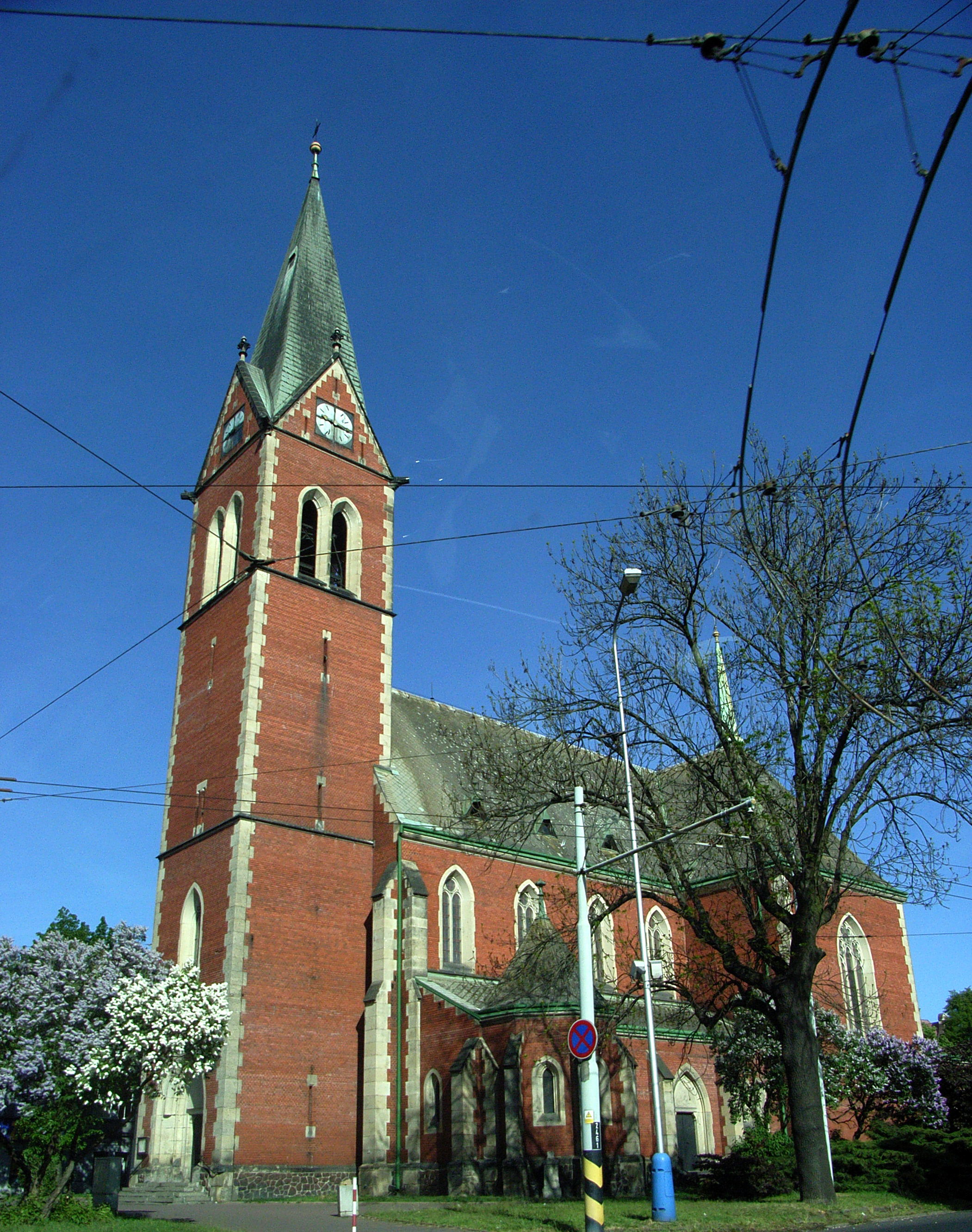
Röm-kath. Pfarrkirche – „Rote Kirche“

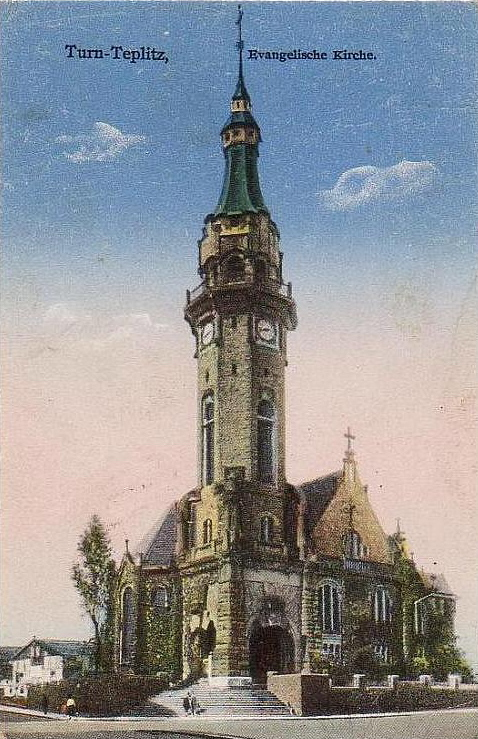
Ehemalige evang. Kirche in Turn – „Grüne Kirche“

Trnovany (deutsch Turn) ist ein Stadtteil von Teplice in der Tschechischen Republik.

## Geografische Lage
Trnovany liegt am Bach Bystřice (Flößbach) im Nordosten von Teplice im Katastergebiet von Teplice-Trnovany mit einer Fläche von 5,32 km² am Fuß des Erzgebirges an der ehemaligen Alten Dresden-Teplitzer Poststraße.
Im Jahr 2011 hatte der Stadtteil 19.123 Einwohner.

## Geschichte
Die erste schriftliche Erwähnung des Dorfes stammt aus dem Jahr 1057 und ist damit die älteste Erwähnung der späteren Stadt Teplice.
Trnovany war ein Dorf mit Bauernhöfen rund um den Dorfplatz (Anger, heute U Červeného kostela) und mehreren Teichen. Zwischen Trnovany und Teplice befand sich die fürstlich Clarysche Brauerei. Erst ab Mitte des 19. Jahrhunderts veränderte sich der Charakter des Dorfes zunehmend. Durch den Bau der Eisenbahnen und die Verfügbarkeit von Kohle begann die Industrialisierung. Dadurch kamen neue Bewohner nach Turn und die Einwohnerzahl verzehnfachte sich innerhalb von vierzig Jahren. Die Keramikindustrie hielt Einzug, z. B. die Firma der Gebrüder Urbach (später u. a. zu Triptis) oder die Porzellanmanufaktur Amphora-Werke Turn-Teplitz, die ihre Erzeugnisse in alle Welt exportierte. Es wurden nun Schulen, Kirchen und andere öffentliche Einrichtungen errichtet.
Durch den Ort Turn, der 1910 zur Stadt erhoben wurde, verkehrte die Straßenbahnlinie von Teplitz nach Eichwald (Dubí). Im Jahr 1942 wurde Turn nach Teplitz eingemeindet. In den 1970er Jahren wurden große Teile von Trnovany nördlich der Masarykstraße abgerissen und durch Neubauten ersetzt. Es verschwanden die evangelische Christuskirche (genannt „Grüne Kirche“), als Jugendstilgebäude errichtet von den Dresdner Architekten Schilling & Graebner sowie das Eckhauscafé „Zur Linde“, das sich neben der Herz-Jesu-Kirche (genannt „Rote Kirche“) befand.

## Söhne und Töchter des Ortes
- Fritz Hühnl (1875–1943), Architekt
- Emil Lehmann (1880–1964), Volksforscher und Volksbildner
- Arthur Willner (1881–1959), Pianist, Komponist und Hochschullehrer
- Hans Stanek (1900–1982), Südtiroler Politiker
- Alois Sladek (1903–1987), Kommunalpolitiker und Verbandsfunktionär (AWO)
- Rudolf Krčil (1906–1981), Fußballspieler und Fußballtrainer

## Bedeutende Bauten von Turn
Das alte Turn verdankte sein Aussehen dem Wirken des Architekten Fritz Hühnl.

Neben den Hauptkirchen von Turn
- evangelische Christuskirche, genannt „Grüne Kirche“, als Jugendstilgebäude von Schilling & Graebner (1899–1905), zerstört 1973[4]
- römisch-katholische Herz-Jesu-Pfarrkirche, genannt „Rote Kirche“, von Gustav Jirsch (1907–1909), eine dreischiffige Basilika mit 74 m hohem Glockenturm[5]
- dem Gesellschaftshaus „Ritterburg“ (Masarykova třída 30/95) (1887) und
- dem Ausflugs-Restaurant auf dem Teplitzer Schlossberg (Doubravská hora) von Friedrich Ohmann (1896–1900)[6]

waren die wichtigsten Bauten jener Zeit, die von Fritz Hühnl im Heimatstil oder Nürnberger Stil entworfenen und gebauten Stadthäuser:
- Haus „Huttenhaus“ von Fritz Hühnl (1903)[7]
- Haus „Friesen und Körner“ von Fritz Hühnl (1904)[8]
- Haus „Guts Muths“ von Fritz Hühnl (1904)
- Haus „Asgard“ (U Červeného kostela 179) von Fritz Hühnl (1904)[9]
- Haus „Jahnburg“ von Fritz Hühnl (1904)[10]
- Haus „Reichstag zu Worms“ von Fritz Hühnl (1905)[11]
- Haus „Donarseck“ von Fritz Hühnl (1906)[12]
- Haus „Wittenberg-Eisenach“ von Fritz Hühnl (1906)[13]
- Haus „Lotsenblick“ von Fritz Hühnl (1907) mit Anklängen an das Rathaus Wernigerode[14]
- Haus „Zur Linde“ von Fritz Hühnl (1910–1912)[15]
- Haus „Walter von der Vogelweide“ von Fritz Hühnl

Diese Gebäude sind alle bis auf das Haus „Asgard“ in den 1970er Jahren zerstört und niedergerissen worden.

Weitere Bauten in Trnovany:
- Haus Oskar und Hermine Kästner (Doubravská 677) von Franz Kästner (1901)[16]
- Hotel „Imperator“ (U Červeného kostela 11, 12) von Wilhelm Palme (1912), im September 2018 abgerissen.[17][18]
- Dreier-Villa „Kaiser Wilhelm“ (Jana Koziny 854, 855 und 856) von Fritz Hühnl (1912/13)[19]
- Stadthäuser (ul. Jana Koziny, Karla Aksamita, Havířská 906, 907, 908, 1011) von Fritz Hühnl (1919/20)[20]
- Häuser der Bergmannskolonie (ul. Havířská, Gen. Svobody, Karla Aksamita, Brandlova 981 bis 1003) von František Albert Libra (1923–1925).[21]

### Stadtarchitekt Fritz Hühnl
Fritz (Friedrich) Hühnl (12. Juni 1875 in Turn; † 17. Mai 1943 in Teplitz) absolvierte von 1893 bis 1896 die Staatsgewerbeschule in Reichenberg (Liberec) und wirkte danach als selbstständiger Architekt in Turn, wo er später auch Stadtarchitekt wurde. Er ließ sich zunächst von der Architektur der Dresdner Architekten Schilling & Graebner inspirieren. Für die von ihm entworfenen Stadthäuser übernahm er den Heimatstil bzw. Nürnberger Stil. Sein Ziel war aus der Stadt Turn ein „Klein-Nürnberg“ zu machen. Seine Bauten wiesen Stuckverzierungen auf und trugen Namen, die die Geschichte des evangelischen Glaubens, die germanischen Mythen und die Geschichte der Turnerbewegung widerspiegeln sollten. Im Jahr 1899 konvertierte Hühnl zum evangelischen Glauben.
Im Schuljahr 1918/19 war er Assistent bei Leopold Bauer an der Spezialschule für Architektur der Akademie der bildenden Künste Wien. Nach dem Ersten Weltkrieg zeigten seine Entwürfe modernisierte Formen, aber in den 1920er Jahren hatte er an Einfluss verloren.